# Ingénieur des systèmes d'information et de communication
Les ingénieurs des systèmes d'information et de communication (ISIC) constituent un corps interministériel de catégorie A de la fonction publique française. 
Ils exercent des missions de conception, de mise en œuvre, d'expertise, de conseil ou de contrôle en matière de systèmes d'information et de communication. Ils peuvent exercer des fonctions d'encadrement, notamment en qualité de directeur des services compétents en matière de systèmes d'information et de communication.
Les ingénieurs SIC travaillent plus précisément dans les domaines du management de projet, du développement et des infrastructures des systèmes d’information. Ils sont notamment chargés de mener des projets impliquant de hauts niveaux d’expertise : la dématérialisation des procédures (simplification des procédures internes de l'administration et au profit des citoyens), la sécurité informatique (lutte anti-terroriste, lutte contre le piratage, renseignement), la gestion de crise, la recherche et développement, les solutions de mobilité, la stratégie et la gouvernance, l’accompagnement de la transformation numérique de l’État, etc… Ils peuvent par exemple travailler en tant qu'urbaniste, administrateur système, expert technique...
La carrière des ingénieurs SIC est très diversifiée et les amène à prendre rapidement des responsabilités, notamment managériales et transversales (RH, finances). Elle offre, enfin, de réelles perspectives de mobilité géographique dans les grandes villes de province et fonctionnelle au sein de l'administration publique.
Les ingénieurs des systèmes d'information et de communication sont recrutés :
- Par la voie d'un concours externe sur titres et travaux complétés d'une audition par un jury, ouvert aux candidats titulaires d'un bac + 5 (diplôme d'ingénieur ou master 2 dans le domaine des SIC), détenteurs de la nationalité française ou ressortissants de l'Union européenne.

- Par la voie d'un concours interne sur épreuves ouvert aux agents publics justifiant au 1er janvier de l'année au titre de laquelle est organisé le concours de quatre années au moins de services publics.